# Paleopneustidae
Famille
Les Paleopneustidae sont une famille d'oursins dits « irréguliers » de l'ordre des Spatangoida.

## Systématique

Palaeopneustes cristatus

L’ITIS ne reconnait pas cette famille.

## Description et caractéristiques
Ce sont des oursins irréguliers spatangoïdes sans dépression antérieure marquée (par opposition avec les Pericosmidae), avec des ambulacres pétalloïdes longs et à deux rangées parallèles, ouverts distalement. La plaque labrale est large, tout comme le périprocte (en position marginale ou inframarginale). 
Cette famille semble apparue à l'Eocène. 

## Liste des genres
Selon World Register of Marine Species (7 décembre 2020) :
- genre Paleopneustes A. Agassiz, 1873 -- 2 espèces actuelles
- genre Peripatagus Koehler, 1895 -- monotypique
- genre Plesiozonus de Meijere, 1903 -- 3 espèces actuelles

Palaeopneustes niasica
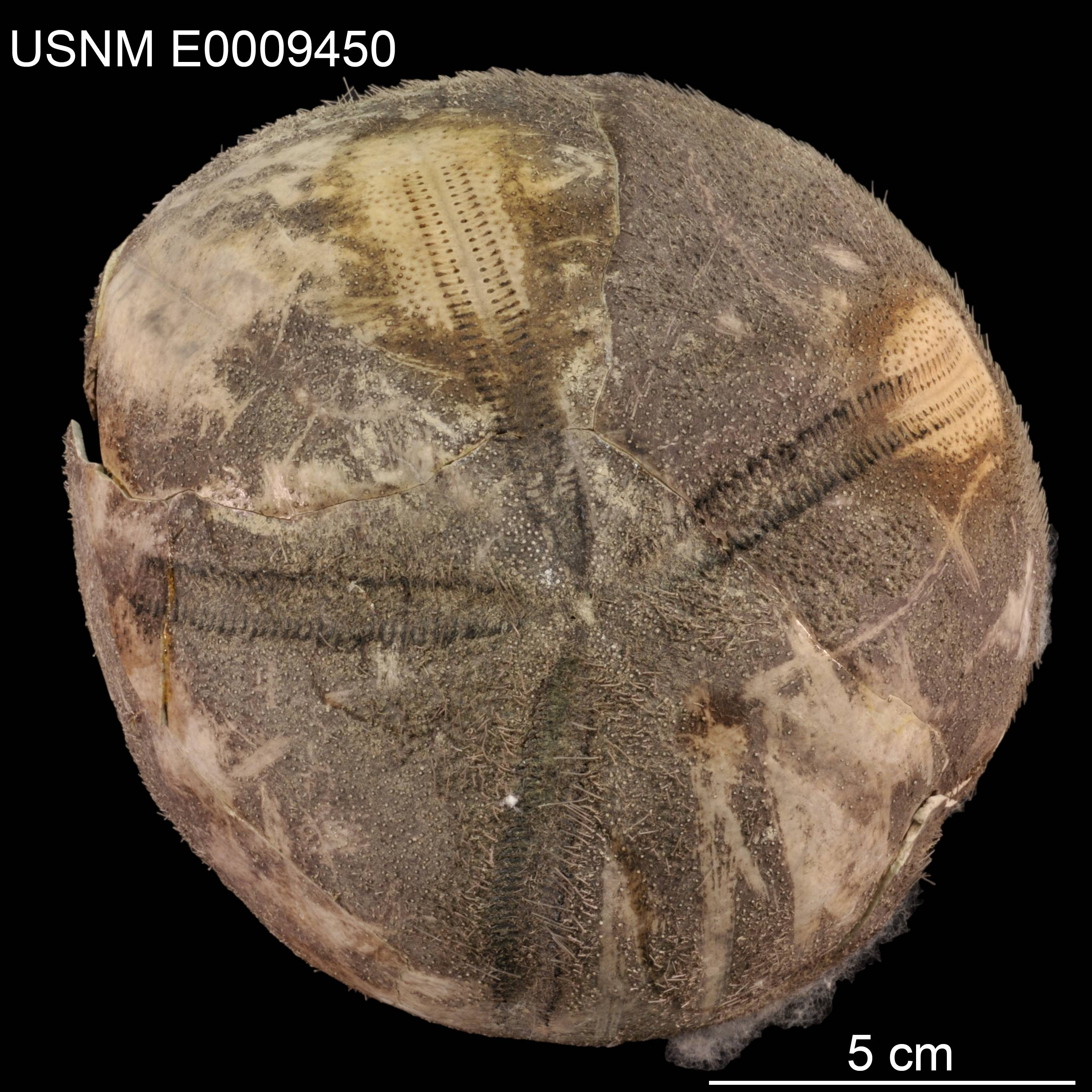
Plesiozonus diomedeae.